# شوار (اسم)
شوار هو اسم علم مذكر من أصل عربي، ومعناه هو صيغة مبالغة لمن يبني الأسوارأو يرقاها، الوثاب الثائر الجسور.

## وصلات خارجية
- موسوعة السلطان قابوس لأسماء العرب نسخة محفوظة 5 أبريل 2019 على موقع واي باك مشين.